# Cerro Jayón
El Cerro Jayón son unos domos volcánicos, situado en el Cabo de Gata, en la provincia de Almería, al NE del pueblo de Fernán Pérez. Abunda una buena fauna. Sus coordenadas son estas: 36.920620° -2.048906°